# دنيس سميث (لاعب دارت)
دنيس سميث (بالإنجليزية: Dennis Smith)‏ هو لاعب دارت بريطاني، ولد في 2 أغسطس 1969 في ريدنغ في المملكة المتحدة.

## وصلات خارجية
- دينيس سميث على موقع DartsDatabase.co.uk (الإنجليزية)